# Hybla Heraea

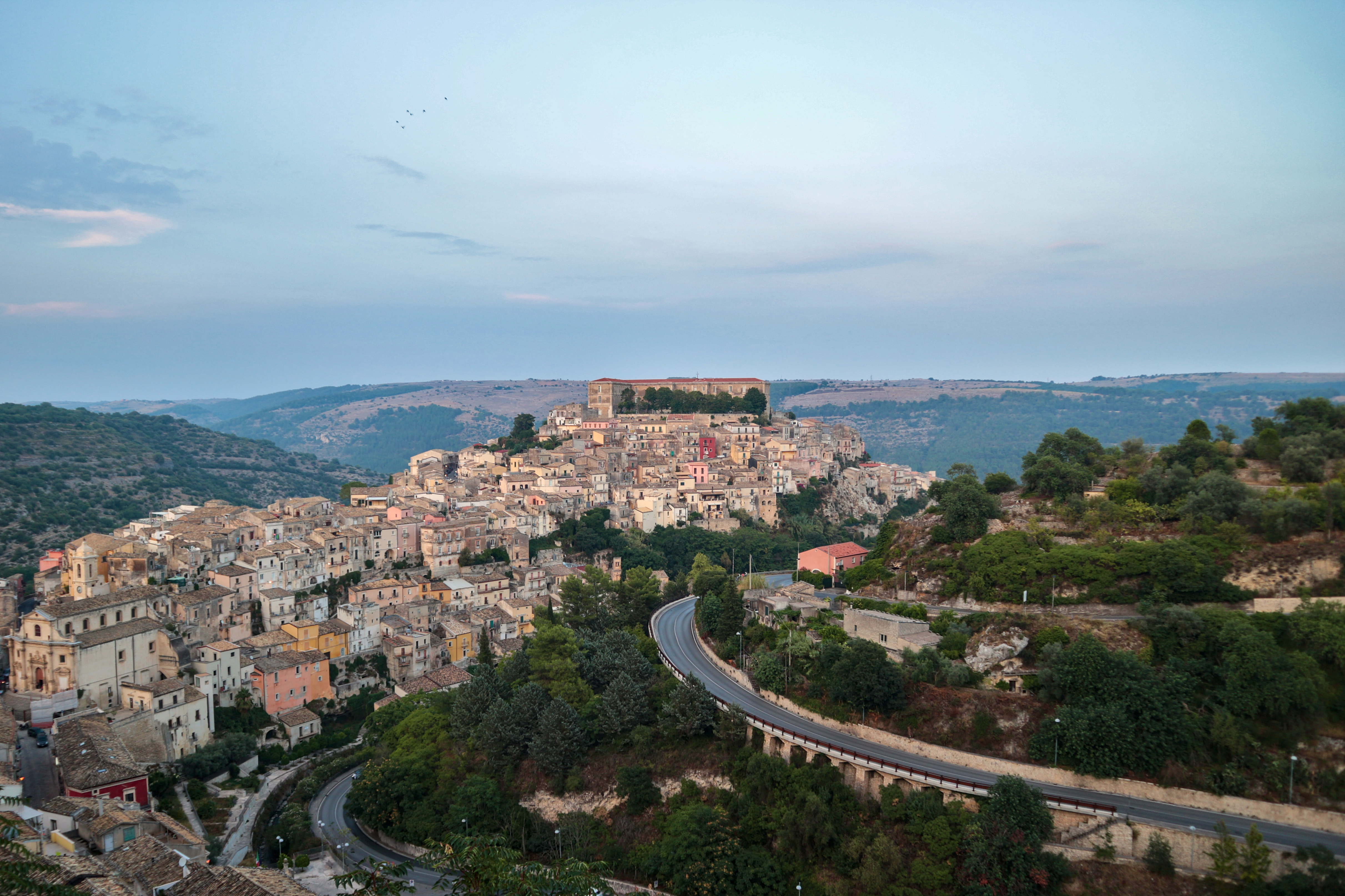
Ragusa Ibla op Sicilië: plek waar ooit Hybla Heraea lag.

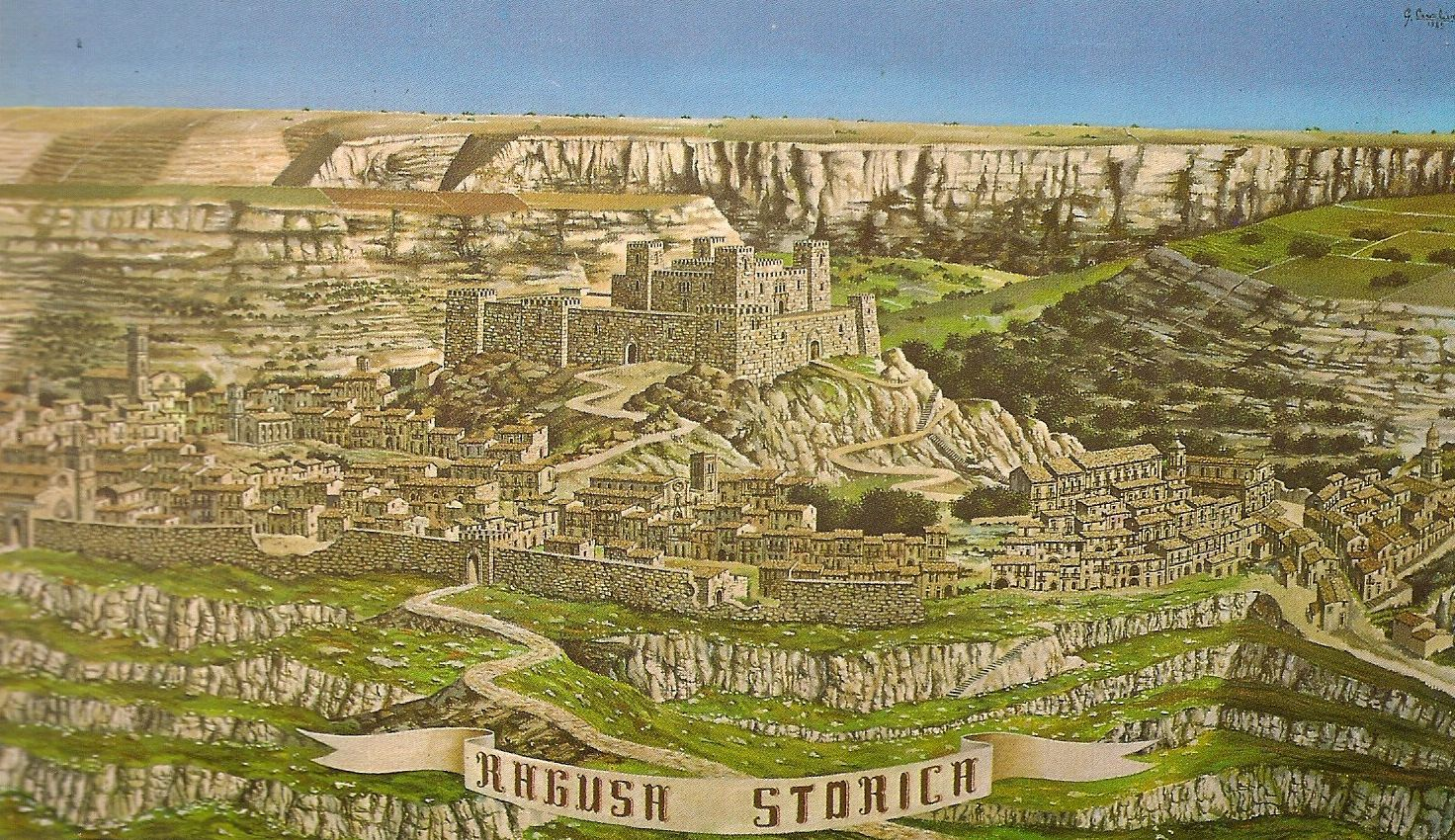
Tekening van het middeleeuws kasteel van Ibla. Hier was de oudste nederzetting, deze der Sicelen.

Hybla Heraea of Hybla Parva was een stad op het eiland Sicilië in de Griekse, Romeinse en Byzantijnse Tijd en bestond reeds voor de komst van Griekse kolonisten, als een stad van het volk der Sicelen. Hybla Parva is, zoals andere steden op Sicilië met de naam Hybla, vernoemd naar de godin Hybla, een godin van het volk der Sicelen. 
De indeling van steden met de naam Hybla in Magna (de Grote), Minor (de Kleine) en Parva (de Kleinste) komt van Stephanus Byzantius in de 5e eeuw, wanneer Byzantijnen Sicilië bestuurden. Waarschijnlijk zijn er meer dan drie steden op Sicilië geweest die ooit de naam Hybla droegen.
De ligging van de stad Hybla Heraea is het moderne Ibla in de gemeente Ragusa, provincie Ragusa.

## Historiek
Voor de Sicelen was Hybla Heraea was een belangrijke handelspost in de Hyblaeïsche Bergen. Het lag op een van de zuidelijke heuvelruggen. De plek was deze waar  het kasteel van Ragusa Ibla staat, en was bewoond vanaf de 8e eeuw v.Chr. In grotten in de nabijheid zijn voorwerpen van de Sicelen aangetroffen. Het gaat om de grotten Santa Maria delle Scale en de Molino grot. 
Waarschijnlijk kwamen in de loop van de 7e eeuw v.Chr. Griekse kolonisten vanuit Akrai, thans Palazzolo Acreide, migrerend westwaarts en zuidwaarts richting de Middellandse Zee. De migratiebeweging begon in Syracuse, een grote kolonie van Groot-Griekenland aan de Siciliaanse oostkust. In die zin ligt Hybla Heraia op een connectie tussen de oostkust (Syracuse) en de zuidkust (Camarina). De confrontatie tussen Grieken en Sicelen in Hybla Heraea moet vreedzaam verlopen zijn, want archeologen leidden dit af uit de talrijke plekken met vondsten van beide culturen. Zo zijn in de buurt van Ibla 76 Griekse graven met geschenken voor de overledenen aangetroffen. De graven dateren van de 6e en 5e eeuw v.Chr. Griekse begraafplaatsen zijn teruggevonden zowel in de benedenstad als in de bovenstad van Ragusa.
Voor de Romeinen bleef Hybla Heraea een halte op de doorgangsweg van Akrai in de bergen naar Camarina aan de zuidkust. In de buurt van Akrai liep de heirbaan doorheen het riviertje Dirillo, dat op die plek in de bergen nog doorwaadbaar was.
De Byzantijnen spraken zowel van Hybla Parva als Hybla Heraia. Romeinse en Byzantijnse graven zijn teruggevonden langsheen de heirbaan nabij Hybla Heraea, onder meer in de wijk met de moderne naam Tabuna.
Vondsten uit al deze tijdperken zijn bewaard in het Archeologisch Museum van Ragusa.